# Chaim Tzvi Teitelbaum
Chaim Tzvi (sau Haim Țvi) Teitelbaum (în limbile idiș și ebraică:רבי חיים צבי טייטלבוים)(n. 28 decembrie 1879, Teaciv, Transcarpatia, Ucraina – d. 21 ianuarie 1926, Kisvárda, Szabolcs-Szatmár-Bereg, Ungaria)  a fost un rabin hasidic din Sighet. El a fost fratele lui Joel Teitelbaum și tatăl lui Moshe Teitelbaum, ambii rabini.

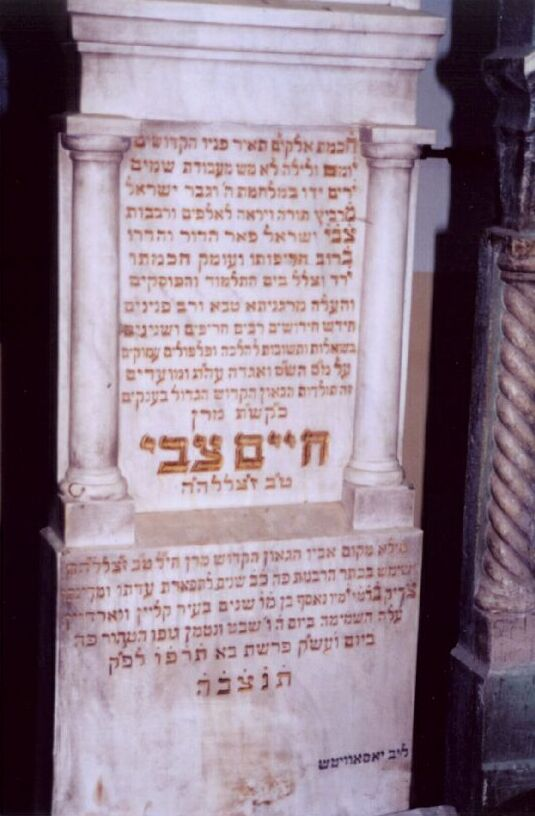
Mormântul lui Chaim Tzvi Teitelbaum în cimitirul evreiesc din Sighetu Marmației

## Biografie
El s-a născut în Teceu Mare, Austro-Ungaria (azi în Ucraina), fiind fiul rabinului Chananya Yom Tov Lipa Teitelbaum, care a activat la Sighetu Marmației. 
Chaim Tzvi Teitelbaum s-a căsătorit cu Bracha Sima Halberstam, o soră a lui Rebbitzen Chaya Freidel Halberstam, care a fost soția rabinului Ben Zion Halberstam, al doilea  Bobover Rebbe. Împreună au avut patru copii. Unul a fost Rabbi Moshe Teitelbaum, Satmarer Rebbe sau Rabinul din Satmar (Satu Mare). Altul a fost rabinul Yekusiel Yehuda Teitelbaum, care i-a succedat ca Rebbe până când a murit în Holocaust. O fiică s-a căsătorit cu rabinul Yekusiel Yehudah Halberstam,  Sanz-Klausenburg'er Rebbe, dar a murit și ea în Holocaust. Fiica lor cea mică, Hanna, s-a căsătorit cu Rabinul Yehiel Yehuda Isaacson, care era cunoscut sub numele de Rabinul din Ahuza-Haifa.
A murit subit, la 46 de ani, în urma unui accident vascular, în timp ce se afla în vizită la Kisvárda. A fost înmormântat în a doua zi în cimitirul evreiesc din Sighetu Marmației.

## Cărți
în limba ebraică:
- Atzei Chaim (Arborii vieții) – comentariu hasidic al Torei.
- Atzei Chaim – comentariu despre moadim (sărbători)
- Atzei Chaim – comentariu despre meshechtes Gittin
- Atzei Chaim - Shalios utshovos (responsa)
- Atzei Chaim – comentariu despre hilchos mikvahos (regulile băilor rituale)
- Atzei Chaim- comentariu la psalmi